# Jarosław Gara
Jarosław Gara (ur. 1971) – polski pedagog, profesor nauk społecznych w dyscyplinie pedagogika, specjalista w zakresie filozofii wychowania, zatrudniony w Instytucie Pedagogiki Akademii Pedagogiki Specjalnej im. Marii Grzegorzewskiej w Warszawie.

## Zainteresowania naukowe
Do jego głównych zainteresowań naukowych należą: problemy filozofii nauki, filozofii kultury, antropologia filozoficzna, psychologia osobowości i filozofia wychowania. Bada przede wszystkim edukacyjne implikacje i implementacje dyskursu fenomenologicznego, egzystencjalnego i hermeneutycznego.

## Wybrane publikacje
- Człowiek i wychowanie : implikacje pedagogiczne antropologii filozoficznej Maxa Schelera oraz analogie z wybranymi koncepcjami psychologicznymi (Wydawnictwo Akademii Pedagogiki Specjalnej im. Marii Grzegorzewskiej, Warszawa, 2007; ISBN 978-83-89600-40-0)[6]
- Między niebem a ziemią ("Vocatio", cop., Warszawa, 2002; ISBN 83-7146-160-7)
- Od filozoficznych podstaw wychowania do ejdetycznej filozofii wychowania (Wydawnictwo Akademii Pedagogiki Specjalnej im. Marii Grzegorzewskiej, Warszawa, cop. 2009; ISBN 978-83-89600-68-4)[7]
- Pedagogiczne implikacje filozofii dialogu (Wydawnictwo WAM, Kraków, 2008; ISBN 978-83-7505-140-7) http://id.lib.harvard.edu/alma/990126089500203941/catalog
- Istnienie i wychowanie : egzystencjalne inspiracje myślenia i działania pedagogicznego (Wydawnictwo Akademii Pedagogiki Specjalnej im. Marii Grzegorzewskiej, Warszawa 2021; ISBN 978-83-66879-30-0[8]